# Drontermeer
El Drontermeer (que podría traducirse como lago de Dronten) es un lago de borde artificial localizado en el centro de los Países Bajos, entre las provincias de Flevoland,  Güeldres y Overijssel. El lago fue ganado al mar cuando se realizaron los polders de Flevoland y se desecó en parte el IJsselmeer, separándolo de la región de la Veluwe. Tiene una superficie de 4,67 km² y una profundidad de solamente 1,25 m.
El Drontermeer forma parte de la serie de lagos periféricos utilizados para separar geohidrológicamente los pólderes bajos de Flevoland de las tierras más altas del continente.
El Drontermeer tiene una orientación suroeste-noreste y se extiende entre el Ketelmeer y el Veluwemeer, del que le separa una esclusa, siendo importante para la gestión del agua y la navegación, que es difícil porque el lago es estrecho, arbolado y en la región soplan frecuentes y fuertes vientos.
En el lago se encuentran tres islas, una de ellas habitada, Eekt, y las otras en su estado natural, Abbert y Reve. 
Desde 2009, se encuentra en construcción un túnel ferroviario bajo el Drontermeer, el Drontermeertunnel, con una longitud de 790 metros y que debe ser completado en el año 2012.
El 29 de agosto de 2000, una zona de 600 hectáreas del lago fueron declaradas sitio Ramsar (n.º ref. 1242).

## Enlaces externos

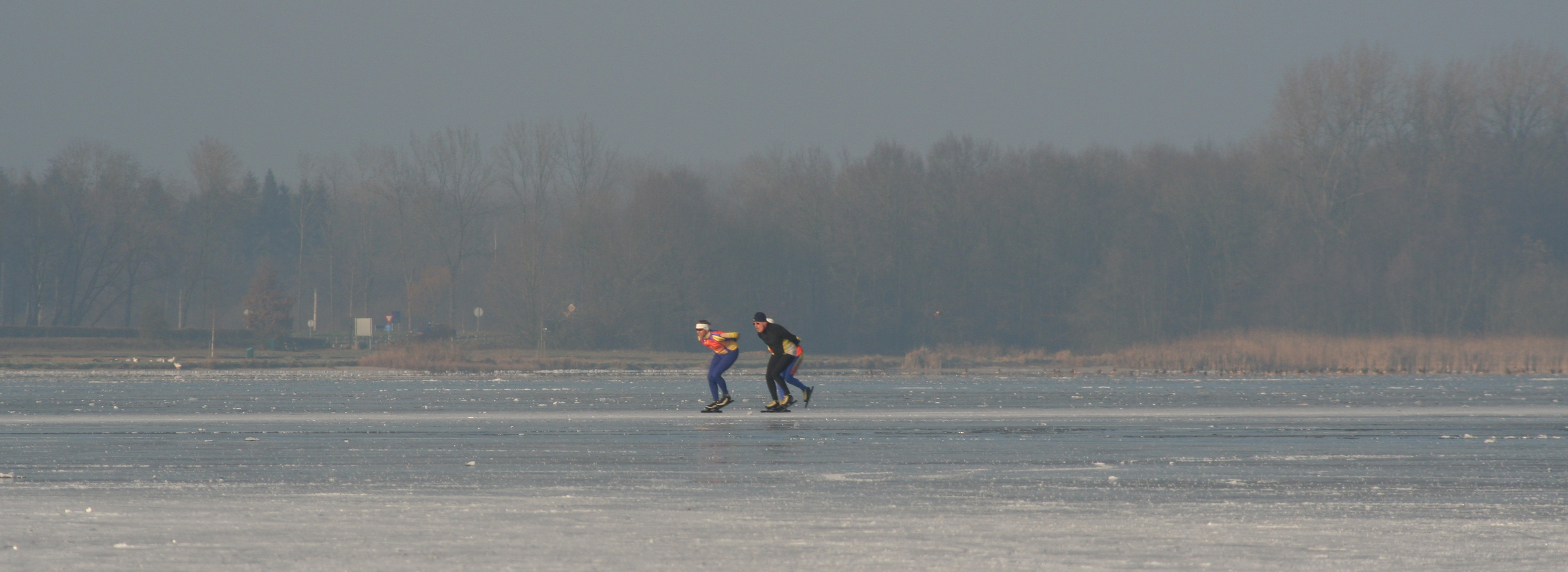
Patinando en el lago helado